# Caucaia (Sede)
Caucaia (Sede) é o maior dos oito distritos do município de Caucaia, na Região Metropolitana de Fortaleza. Criado através do Decreto-Lei Estadual nº 1.114, de 30-12-1943. Compreende 28 dos 44 Km de extensão do litoral do município (os outros 16 km restantes pertencem aos distritos de Guararu e Catuana, inseridos na Área de Proteção Ambiental do Rio Cauípe e Estação Ecológica do Pecém).